# Sremski front

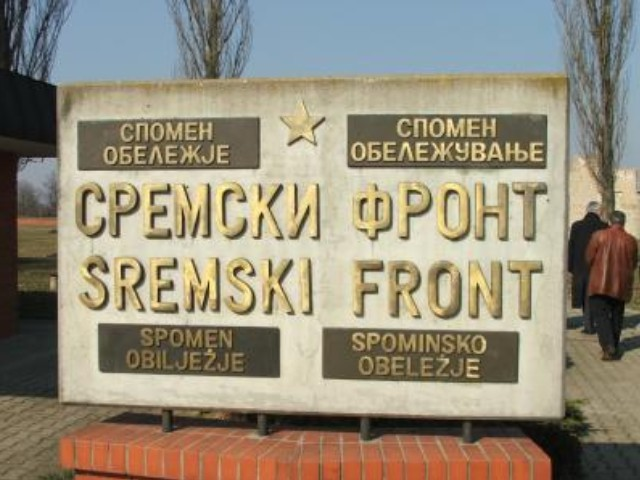
Minnessten i Sremski Front minnespark

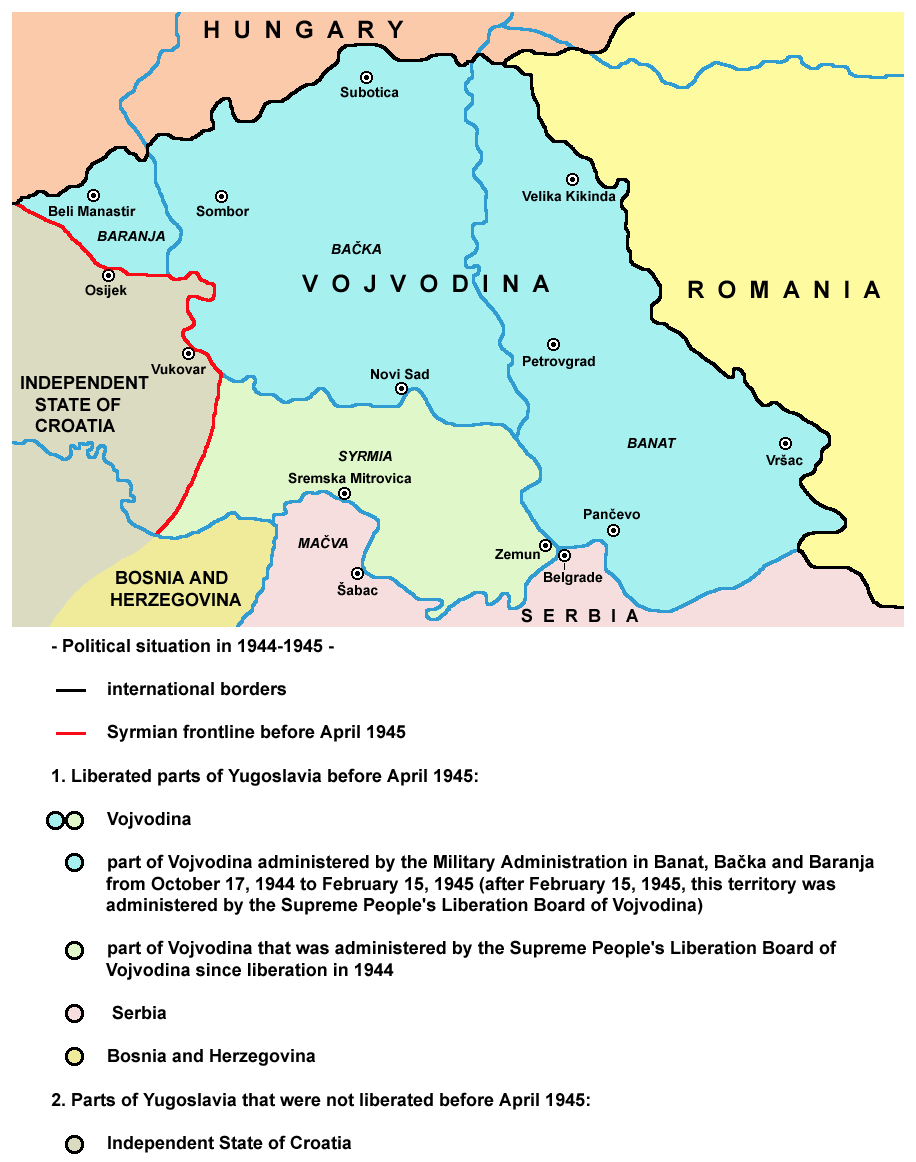
Sremski Front innan april 1945

Sremski front var en försvarslinje under andra världskriget, etablerad i slutet av oktober 1944 av Nazityskland och dess allierade i Srem, nordväst om Belgrad. På andra sidan fronten stod Jugoslaviska partisaner som sedan de befriat Belgrad lyckades trycka tillbaka de retirerande tyska, kroatiska och ungerska styrkor. De jugoslaviska partisanerna, som bestod mestadels av otränade serbiska ungdomar, lyckades efter en svår vinter till slut bryta igenom fronten den 12 april 1945. Vid fronten stred cirka 250 000 man och mellan oktober 1944 och april 1945 dog mer än 50 000 soldater.